# Christoffer Clausen Lindenov
Christoffer Clausen Lindenov til Lindersvold (død 1593) var e dansk adelsmand.
Han var søn af Claus Johansen af Vamdrup og gift med Sophie Hartvigsdatter Pless (død 1602) med hvem han fik sønnen Godske Christoffersen Lindenov.
Han oprettede godset Lindersvold i Roholte Sogn af to nedlagte landsbyer, Akselhoved og Hyllingeskov.